# (12738) Satoshimiki
(12738) Satoshimiki (1992 AL) – planetoida z pasa głównego asteroid okrążająca Słońce w ciągu 4,06 lat w średniej odległości 2,54 j.a. Odkryta 4 stycznia 1992 roku.